# Филијери (Фрозиноне)
Филијери је насеље у Италији у округу Фрозиноне, региону Лацио.
Према процени из 2011. у насељу је живело 29 становника. Насеље се налази на надморској висини од 65 м.